# نشنال اینکوایر
نشنال اینکوایر (به انگلیسی: National Enquirer) یک روزنامه نیم‌قطع آمریکایی است که توسط شرکت آمریکن مدیا منتشر می‌شود. زمان تأسیس این نشریه به سال ۱۹۲۶بازمی‌گردد. از هجدهم آوریل ۲۰۱۹، روزنامه واشنگتن پست گزارش داد نشنال اینکوایر به مبلغ ۱۰۰ میلیون دلار به جیمز کوهن مدیر عامل گروه هادسون فروخته شد.
این نشریه در طول حیات خود حواشی مختلفی داشته‌است. از جمله اتهامات وارده به نشنال اینکوایر، افشاگری‌های غیرقانونی و اخاذی است. آخرین مورد از قربانیان این نشریه، جف بیزوس، رئیس شرکت آمازون بوده‌است.